# Isodiafora
Le isodiafore sono le linee che, sulle carte meteorologiche, uniscono i punti della superficie terrestre con la stessa escursione termica media diurna o annua.
Le isodiafore sono utili in quanto consentono di capire se il clima di una data regione della Terra è continentale, come ad esempio in Russia, o oceanico, come ad esempio in Inghilterra.